# Svíčková na smetaně

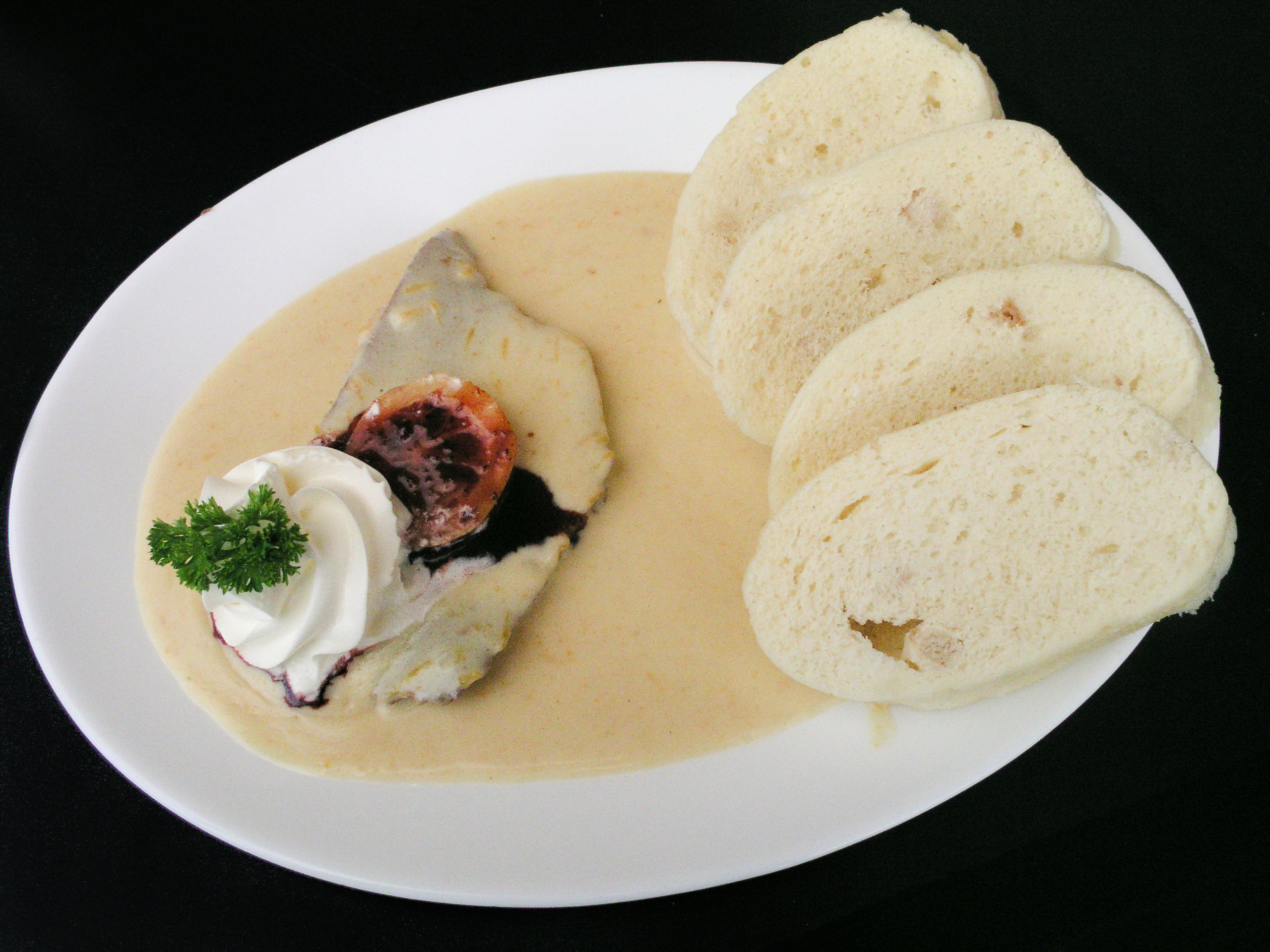
Svíčková na smetaně

Svíčková na smetaně, svíčková omáčka lub smetanová omáčka ke svíčkové – danie mięsne z polędwicy wołowej podawanej w sosie, który pierwotnie był przygotowywany z warzyw korzeniowych, a później z warzyw z dodatkiem śmietany.  
W Czechach istnieje wiele rodzajów przepisów, które nieznacznie zmieniają smak sosu. Nie można więc mówić o jednej uniwersalnej recepturze.
Podczas przygotowywania najpierw gotuje się mięso, a potem dodaje warzywa, śmietanę i mąkę.
Podaje się go z reguły jako potrawę svíčková na smetaně z houskovým knedlíkiem oraz takimi dodatkami jak borówki do mięsa, czy inna słodka marmolada, cytryna i bita śmietana dla dopełnienia smaku.
Polędwica wołowa jest cennym i drogim rodzajem mięsa. Oprócz niej, z oszczędności, używa się udźca wołowego lub innych rodzajów mięsa, ale wtedy jest to „falešná svíčková” i podaje się ją z sosem śmietanowym lub z warzyw korzeniowych. 